# Trey Hardee
Pour les articles homonymes, voir Trey et Hardee.
James Edward « Trey » Hardee III (né le 7 février 1984 à Birmingham) est un athlète américain, spécialiste des épreuves combinées.

## Biographie

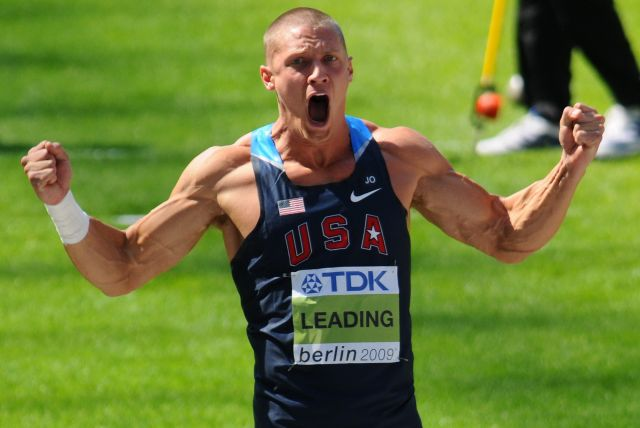
Trey Hardee lors des mondiaux de Berlin en 2009.

En 2005, il remporte le décathlon des championnats NCAA. Il a étudié à l'Université du Texas. En 2006, il bat le record américain universitaire (Collegiate) qui appartenait à Tom Pappas depuis 1999. Son entraîneur est Mario Sategna. Il mesure 1,96 m pour 95 kg.
En 2008, il est deuxième lors des sélections américaines mais lors des Jeux olympiques de Pékin, il doit abandonner la compétition à la suite de trois échecs successifs au saut à la perche, alors qu'il se situait à la quatrième place du classement général provisoire. Sa meilleure performance était de 8 534 points.
Il remporte sa toute première médaille, à 25 ans, le décathlon des Championnats du monde 2009 de Berlin avec 8 790 points, record personnel, avec plus de 150 points d'avance sur son second, le Cubain Leonel Suárez. Il améliore pour ce faire trois records personnels et huit meilleures performances de l'année. Auteur de la meilleure performance de l'année 2009, l'Américain remporte en fin de saison la Coupe du monde des épreuves combinées.
Le 13 mars 2010, Trey Hardee remporte la médaille d'argent des Championnats du monde en salle de Doha, devancé par son compatriote Bryan Clay de retour de blessures.
Il se rapproche de son record personnel en mai 2011 lors de sa victoire au meeting de Götzis avec 8 689 points, devançant finalement Leonel Suárez et Mikk Pahapill.
Lors des Mondiaux de Daegu, il conserve son titre de champion du monde de décathlon, avec un total de 8 607 points, devant son compatriote Ashton Eaton (8 505) et le Cubain Leonel Suárez (8 501). Ce score est le plus bas jamais obtenu pour remporter le décathlon lors de championnats du monde.
Il est encore deuxième lors des sélections olympiques américaines de 2012 et il remporte sa première médaille olympique, en argent, à Londres, derrière son compatriote Ashton Eaton.
En 2014, Trey Hardee remporte pour la deuxième fois de sa carrière le meeting de Götzis, en totalisant 8 517 pts.
Le 26 juin 2015, il remporte à Eugene, son troisième titre de champion des États-Unis avec un total de 8 725 pts devant Jeremy Taiwo, 8 264 pts. Il remporte un nouveau titre national le 23 juin 2017 avec 8 225 points, ce qui lui permet de s'assurer une qualification aux mondiaux de Londres.
Il met un terme à l'issue des championnats du monde 2017 où il échoue, pour la troisième fois consécutive, à terminer un décathlon en grand championnat.

## Vie privée
Il est marié avec sa compagne de longue date, la perchiste Chelsea Johnson, vice-championne du monde en 2009. Ils ont un fils, Frankie, né en janvier 2017.

## Palmarès

### International

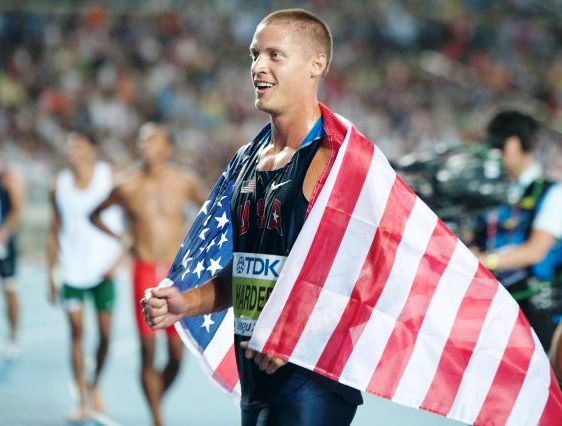
Deuxième titre mondial pour Trey Hardee obtenu lors des Championnats du monde de 2011

| Date | Compétition                           | Lieu                                  | Résultat | Épreuve    | Points |
| ---- | ------------------------------------- | ------------------------------------- | -------- | ---------- | ------ |
| 2008 | Jeux olympiques                       | Pékin                                 | —        | Décathlon  | DNF    |
| 2009 | Hypo-Meeting                          | Götzis                                | 2e       | Décathlon  | 8 516  |
| 2009 | Championnats du monde                 | Berlin                                | 1er      | Décathlon  | 8 790  |
| 2009 | Coupe du monde des épreuves combinées | Coupe du monde des épreuves combinées | 1er      | Décathlon  | 25 567 |
| 2010 | Championnats du monde en salle        | Doha                                  | 2e       | Heptathlon | 6 184  |
| 2011 | Hypo-Meeting                          | Götzis                                | 1er      | Décathlon  | 8 689  |
| 2011 | Championnats du monde                 | Daegu                                 | 1er      | Décathlon  | 8 607  |
| 2012 | Jeux olympiques                       | Londres                               | 2e       | Décathlon  | 8 671  |
| 2013 | Championnats du monde                 | Moscou                                | —        | Décathlon  | DNF    |
| 2014 | Hypo-Meeting                          | Götzis                                | 1er      | Décathlon  | 8 518  |
| 2015 | Championnats du monde                 | Pékin                                 | —        | Décathlon  | DNF    |
| 2017 | Championnats du monde                 | Londres                               | —        | Décathlon  | DNF    |

### National
| Compétition                 | 2008         | 2009          | 2010 | 2011 | 2012         | 2013 | 2014          | 2015          | 2016 | 2017          |
| --------------------------- | ------------ | ------------- | ---- | ---- | ------------ | ---- | ------------- | ------------- | ---- | ------------- |
| Championnats des États-Unis | 2e 8 534 pts | 1er 8 261 pts | -    | -    | 2e 8 383 pts | -    | 1er 8 599 pts | 1er 8 725 pts | -    | 1er 8 225 pts |

## Records
| Épreuve          | Performance   | Lieu             | Date                      |
| ---------------- | ------------- | ---------------- | ------------------------- |
| 100 mètres       | 10 s 39       | Götzis           | 29 mai 2010               |
| Longueur         | 7,88 m        | Götzis           | 28 mai 2011               |
| Poids            | 15,72 m       | Eugene           | 22 juin 2012              |
| Hauteur          | 2,05 m        | Pékin Sacramento | 21 août 2008 26 juin 2014 |
| 400 mètres       | 47 s 51       | Sacramento       | 7 juin 2006               |
| 110 mètres haies | 13 s 54       | Londres          | 9 août 2012               |
| Disque           | 52,68 m       | Austin           | 3 avril 2008              |
| Perche           | 5,35 m        | Eugene           | 26 juin 2015              |
| Javelot          | 68,99 m       | Daegu            | 28 août 2011              |
| 1 500 mètres     | 4 min 40 s 94 | Londres          | 9 août 2012               |
| Décathlon        | 8 790 pts     | Berlin           | 20 août 2009              |

| Épreuve         | Performance   | Lieu         | Date            |
| --------------- | ------------- | ------------ | --------------- |
| 60 mètres       | 6 s 71        | Fayetteville | 10 mars 2006    |
| Longueur        | 7,85 m        | Fayetteville | 2 mars 2007     |
| Poids           | 15,94 m       | New York     | 28 janvier 2011 |
| Hauteur         | 2,06 m        | Doha         | 12 mars 2010    |
| 60 mètres haies | 7 s 70        | Göteborg     | 2 février 2010  |
| Perche          | 5,30 m        | Albuquerque  | 27 janvier 2006 |
| 1 000 mètres    | 2 min 47 s 76 | Doha         | 13 mars 2010    |
| Heptathlon      | 6 208         | Albuquerque  | 27 janvier 2006 |